# Laurits Tuxen

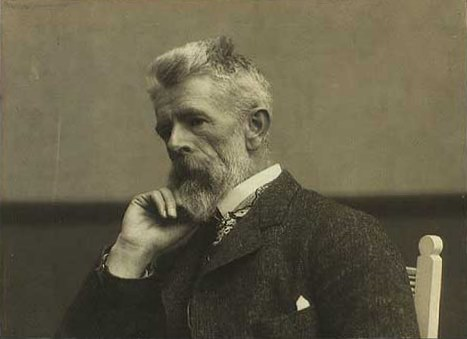
Tuxen, door Fred Riise

Laurits Tuxen (Kopenhagen, 9 december 1853 – aldaar, 21 november 1927) was een Deens kunstschilder en beeldhouwer. Hij wordt geassocieerd met het impressionisme en maakte deel uit van de Skagenschilders.

## Leven en werk
Tuxen was de zoon van een marineofficier en groeide op in Kopenhagen. Hij studeerde er aan de Koninklijke Deense Kunstacademie, in dezelfde periode als Peder Severin Krøyer. In de jaren 1870 bezocht hij regelmatig de Noord-Deense plaats Skagen, waar hij deel uit ging maken van het kunstenaarscollectief de Skagenschilders. Vervolgens reisde hij jarenlang door Europa om in opdracht portretten te schilderen in een klassiek-academische stijl. Daarbij kreeg hij belangrijke opdrachten, onder meer van Christiaan IX van Denemarken, Koningin Victoria en de Russische keizerlijke familie.
Nadat zijn eerste vrouw, de Belgische Ursule de Baisieux, in 1899 aan tuberculose was overleden, huwde Tuxen de mooie Noorse Frederikke Treschow. In 1901 keerde hij terug naar Skagen. Hij kocht er een huis en legde zich toe op het schilderen van landschappen en portretten van vrienden en plaatselijke bekenden, waarbij hij overschakelde op een impressionistische stijl.
Vanaf 1908 zette Tuxen zich sterk in voor het verzamelen van werk van de Skagenschilders in Skagen zelf en de oprichting van een museum, dat er uiteindelijk in 1928 zou komen, een jaar na zijn dood.
Behalve in het Skagen Museum bevindt werk van Tuxen zich momenteel onder andere in de Royal Collection van de Britse koninklijke familie en in de Hermitage te Sint-Petersburg.

## Galerij

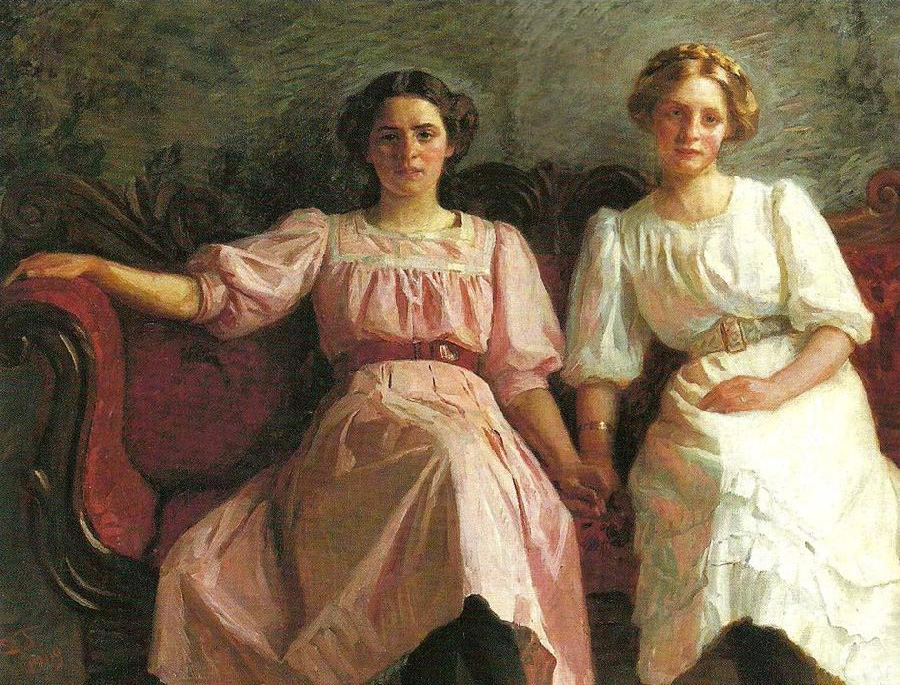
Yvonne Tuxen en Vibeke Krøyer
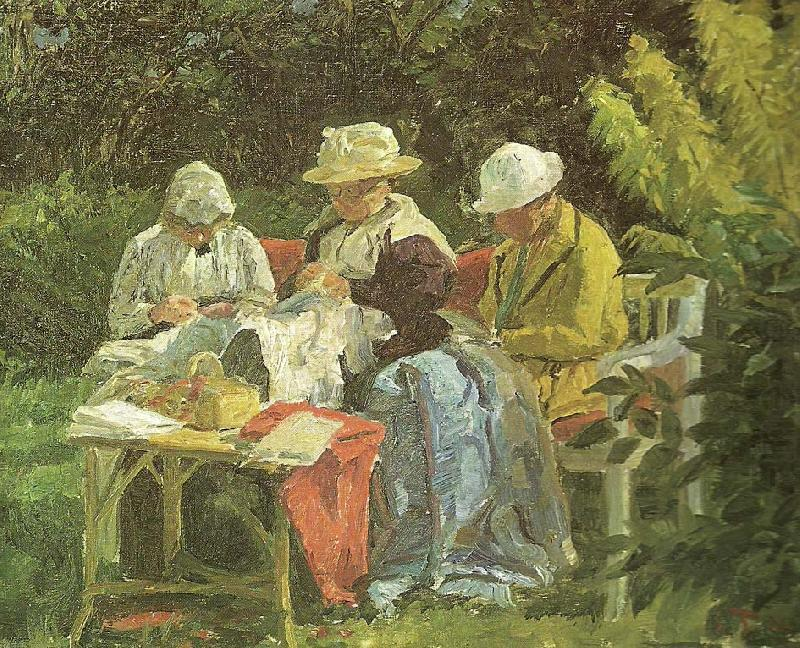
Handwerkende vrouwen in Skagen
De drenkeling wordt aan land gebracht
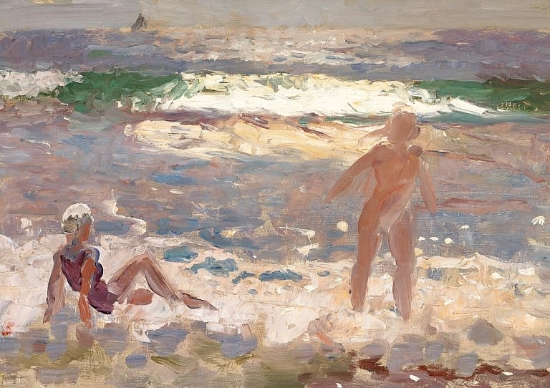
Twee baders op het strand van Skagen
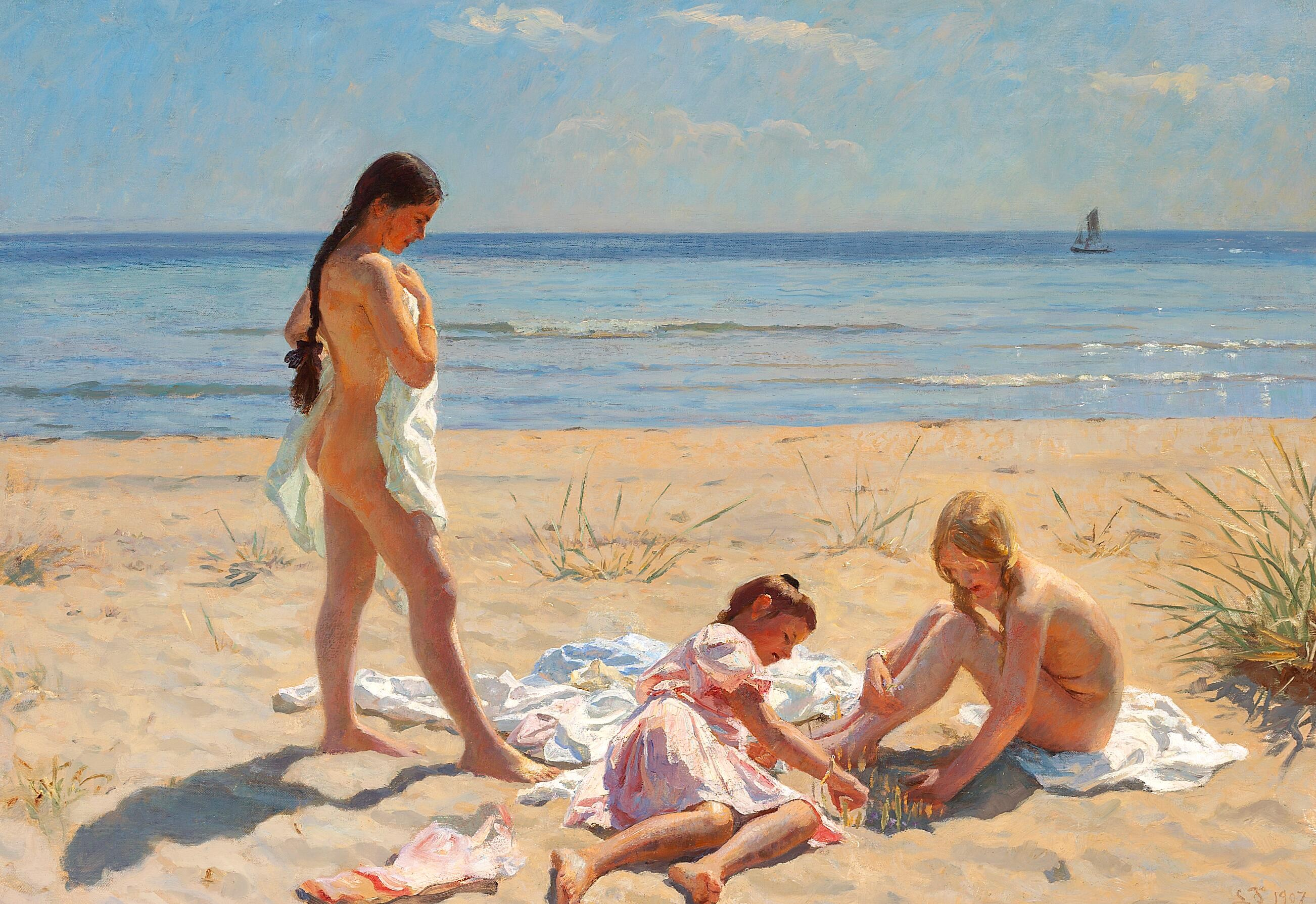
Zomerdag op het strand van Skagen
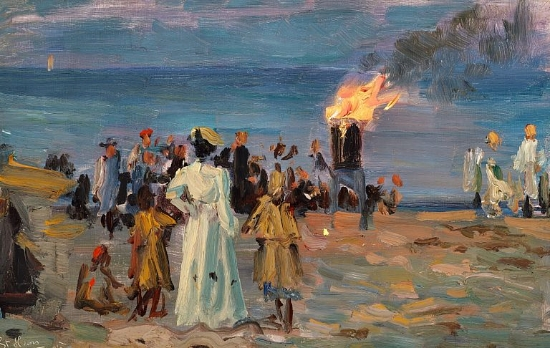
Midwinteravond op Skagen
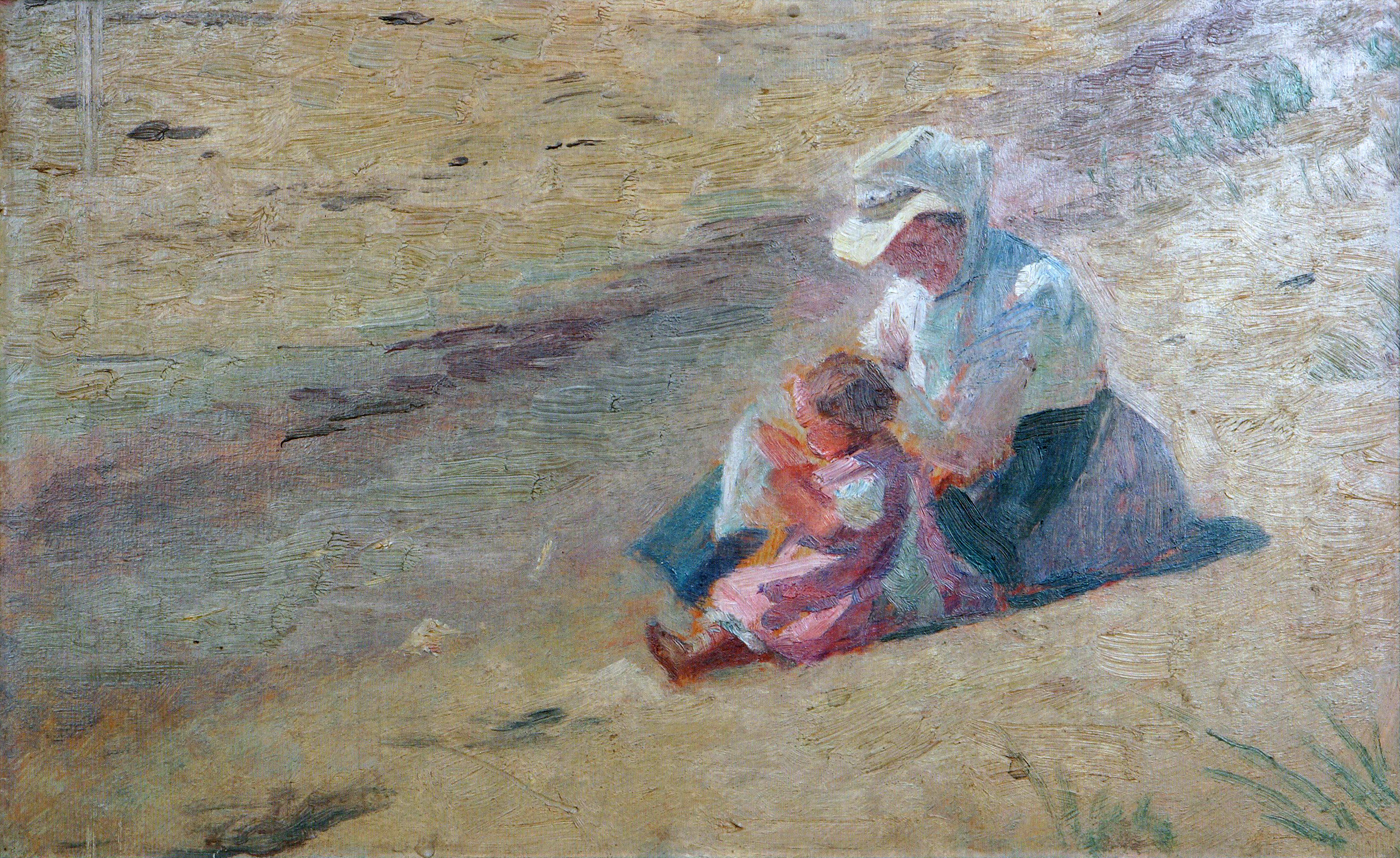
Frederikke
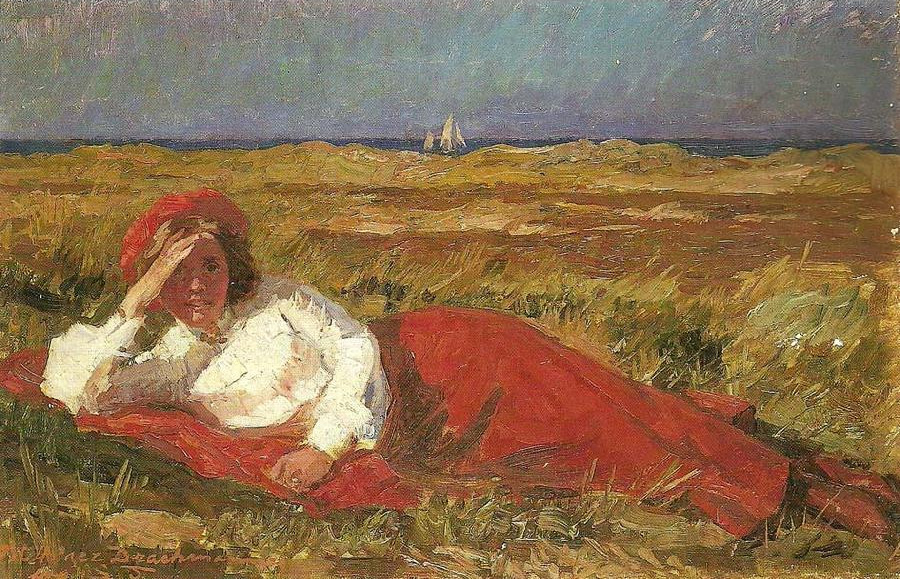
Liggend meisje in het landschap
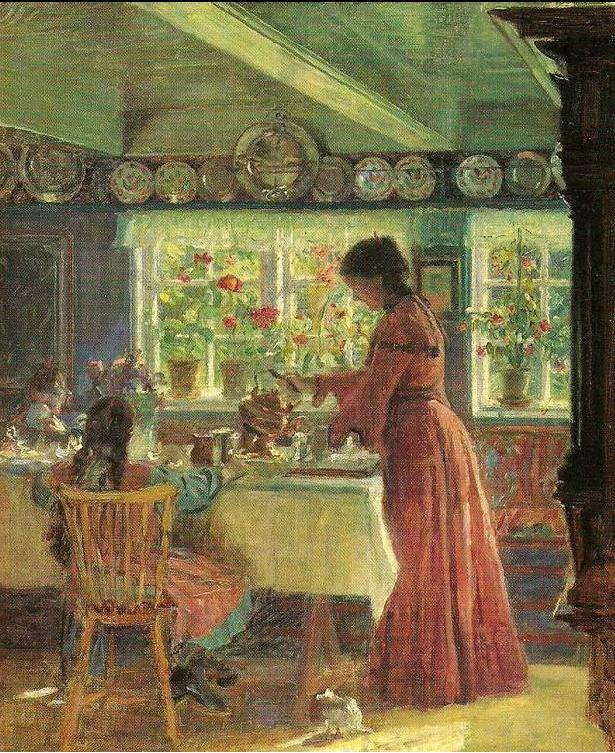
Ochtendkoffie
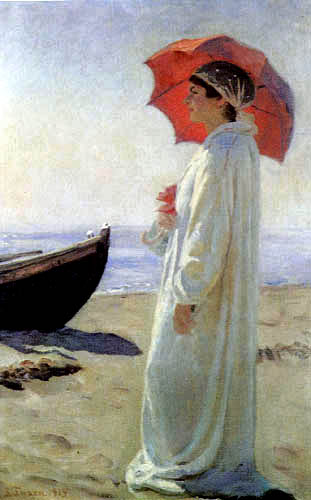
Nina, dochter van de kunstenaar, op het strand